# Negaprion acutidens
Lo squalo limone dell'Indo-Pacifico (Negaprion acutidens, Ruppell, 1837) è uno squalo della famiglia Carcharinidae distribuito nelle acque dell'Indo-Pacifico tropicale. L'habitat è costituito da bassi fondali sabbiosi o corallini, dalla superficie fino a 90 metri di profondità.

## Descrizione
Come l'unica altra specie appartenente al genere Negaprion (Negaprion brevirostris), lo squalo limone dell'Indo-Pacifico presenta un corpo molto robusto, di colore giallo-marrone, con un muso ampio e depresso. Gli adulti possono raggiungere i 340 cm di lunghezza. È facilmente riconoscibile per le grandi pinne dorsali di dimensioni pressoché identiche. Le pinne pettorali sono lunghe, con il margine posteriore molto arcuato. È uno squalo principalmente notturno, in grado di giacere immobile appoggiato sul fondo senza per questo soffocare. Si nutre principalmente di pesci ossei, razze, crostacei e molluschi. Molto curioso e spesso aggressivo, è da considerarsi pericoloso per l'uomo.

## Riproduzione
Le femmine raggiungono la maturità sessuale alla lunghezza di circa 2,8 metri. Dopo circa un anno di gestazione possono partorire da otto a dodici piccoli, di lunghezza compresa tra i 60 e i 70 cm.